# 兴顺街道
兴顺街道，是中华人民共和国辽宁省沈阳市铁西区下辖的一个乡镇级行政单位。

## 行政区划
兴顺街道下辖以下地区：
建二社区、建四社区、德工社区、建北社区、高楼社区、建绣社区、神瑞社区、嘉业社区、兴盛社区、兴达社区、宏伟社区、长春社区、文化宫社区、康宁社区、前进社区、繁荣东社区、繁荣社区、橡新社区、建南社区和繁荣南社区。